# Choose and Book
Pour les articles homonymes, voir CAB.
Choose and Book (CaB or C&B) est un ancien système de réservation informatique pour le National Health Service (NHS) en Angleterre qui permet aux patients ayant besoin d'un rendez-vous en ambulatoire de choisir vers quel hôpital ils sont référés par leur médecin généraliste (GP), et de réserver une date et heure de rendez-vous convenable.
Le logiciel est basé sur le logiciel de réservation en ligne Millennium de l'entreprise Cerner.
Choose and Book est remplacé par le NHS e-Referral Service (en) le 15 juin 2015.